# شهرستان کالفکس (نبراسکا)
شهرستان کولفکس، نبراسکا (به انگلیسی: Colfax County, Nebraska) یک سکونتگاه مسکونی در ایالات متحده آمریکا است که در نبراسکا واقع شده‌است.

## خصوصیات
شهرستان کولفکس ۱٬۰۸۵٫۲۱ کیلومترمربع مساحت دارد.